# Gourdon (Alpes-Maritimes)
Gourdon (Occitaans: Gordon; Italiaans (verouderd): Gordone)  is een gemeente in het Franse departement Alpes-Maritimes (regio Provence-Alpes-Côte d'Azur) en telt 379 inwoners (1999). De plaats maakt deel uit van het arrondissement Grasse. Gourdon is door Les Plus Beaux Villages de France erkend als een van de mooiste dorpen van Frankrijk.

## Geografie
De oppervlakte van Gourdon bedraagt 22,6 km², de bevolkingsdichtheid is 16,8 inwoners per km².
De onderstaande kaart toont de ligging van Gourdon (Alpes-Maritimes) met de belangrijkste infrastructuur en aangrenzende gemeenten.

## Demografie
Onderstaande figuur toont het verloop van het inwonertal (bron: INSEE-tellingen).
Vanwege een beveiligingsprobleem met de MediaWiki Graph-software is het momenteel niet mogelijk deze grafiek weer te geven. Zodra de software is bijgewerkt zal de grafiek vanzelf weer zichtbaar worden.

## Afbeeldingen

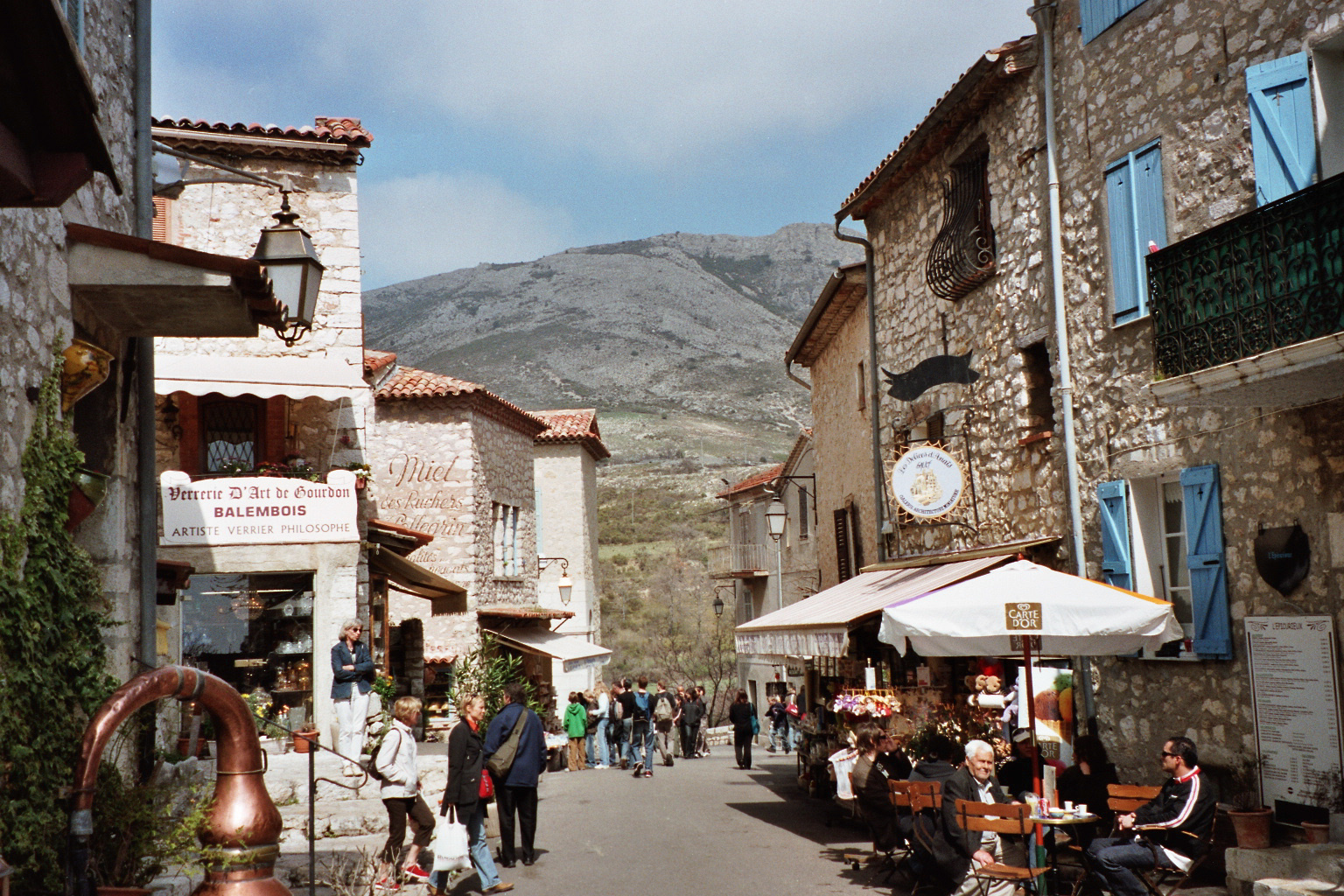
Centrum

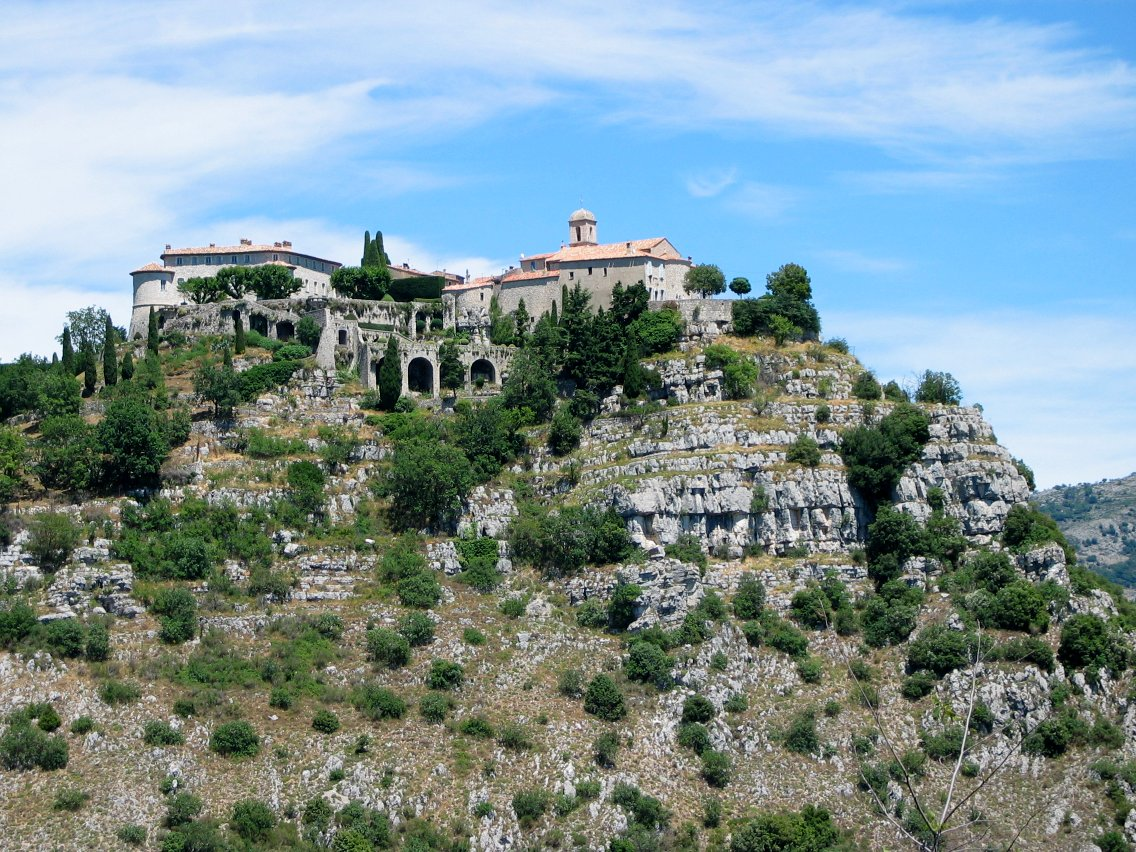
Uitzicht op Gourdon